# Августовски пленум на ЦК на БРП (к) (1946)
Августовският пленум на ЦК на БРП (к) е десетият подред пленум и се провежда в град София на 9-10 август 1946 година. Пленумът се провежда под ръководството на Георги Димитров и на пленума се излиза с резолюция относно македонския въпрос. Решава се, че съществува един-единствен македонски народ и в трите области - Пиринска, Вардарска и Егейска Македония и че и трите трябва да бъдат обединени в състава на СФРЮ. Обявява се въвеждане на културна автономия в Пиринския край, отваряне на македонски училища, в които да се преподава македонски език и история в сътрудничество със Социалистическа република Македония. В резултат на резолюцията на пленума се отварят македонски народен театър, македонска книжарница и други. В доклада си Димитров твърди:
| „ | Има в нашите редове другари, които не съвсем ясно си дават сметка каква трябва да бъде сега нашата политика по отношение на Македония. Изпуска се често из предвид, че основната част на македонския народ е вече организирана държавно и национално в рамките на Федеративна народна република Югославия като Македонска народна република. На базата на тая република предстои да се обединят и другите части на македонския народ, специално македонците от сегашния Пирински край при съответен за тая цел съюзен договор между България и Югославия, който ще определи и възвръщането на Западните български покрайнини към България. За подготовката на това голямо дело следва щото в изборите за Велико народно събрание Пиринският край да има свои македонски кандидати на Отечествения фронт, а избраните депутати да представляват в бъдещото Велико народно събрание македонската парламентарна група... Ние говорим сега за македонското население в Пиринския край. То още сега трябва да се проявява като част от македонския народ, която част предстои да бъде присъединена към Народната република Македония... Не е достатъчно принципно да се признае, че македонците са отделен народ, че македонците не са нито българи, нито сърби, а че те са македонци... Ще трябва да се работи и за едно културно приобщаване на това население към населението на Федерална Македония. Необходимо е усвояване на македонски език и използване на македонска литература. Необходимо е запознаване на македонците от Пиринския край с историята на македонския народ. | “ |

След разрива между Тито и Сталин през 1948 г. политиката на културна автономия е изоставена.